# Hemirrhagus papalotl
Hemirrhagus papalotl är en spindelart som beskrevs av Pérez-Miles och Locht 2003. Hemirrhagus papalotl ingår i släktet Hemirrhagus och familjen fågelspindlar. Inga underarter finns listade i Catalogue of Life.